# Syllegomydas efflatouni
Syllegomydas efflatouni is een vliegensoort uit de familie Mydidae. De wetenschappelijke naam van de soort is voor het eerst geldig gepubliceerd in 1924 door Bezzi.
De soort komt voor in Egypte en Libië.